# Andrij Szmigelski
Andrij Szmigelski, ukr. Андрі́й Шміґе́льський (ur. 1866 w Załużach, zm. 1920 w Płoskirowie) – ukraiński polityk i działacz społeczny.
Pochodził z rodziny chłopskiej. Należał do Ukraińskiej Partii Radykalnej, w 1899 został współzałożycielem i jednym z głównych działaczy Ukraińskiej Partii Socjal-Demokratycznej.
Jeden z organizatorów strajków chłopskich w 1902 roku w powiecie zbaraskim.
W latach 1907–1913 był posłem na Sejmu Krajowy Galicji. Wybrany we wrześniu 1907 jako kandydat z ramienia USDP, został pierwszym socjaldemokratą w Sejmie Krajowym Galicji. Współpracownik „Narodu”, później „Zemli i Woli” i innych czasopism socjaldemokratycznych.
W latach 1918–1919 był członkiem Ukraińskiej Rady Narodowej i członkiem jej Prezydium. Z ramienia Ukraińskiej Rady Narodowej brał udział w ogłoszeniu 22 stycznia 1919 w Kijowie Aktu Zjednoczenia URL i ZURL i w pracach Kongresu Pracy Ukrainy.